# دیکی بورن
دیکی بورن (انگلیسی: Dickie Bourne؛ 14 ژوئن 1878 – ۱۹۵۷) بازیکن فوتبال اهل انگلستان بود.